# Osiedle Pyrzyckie
Osiedle Pyrzyckie – największe pod względem powierzchni osiedle w Stargardzie. Jest położone na południe od Centrum przy Drodze wojewódzkiej nr 106. Powstało w roku 1988 za prezesury w spółdzielni mieszkaniowej Jana Stępińskiego.
Na osiedlu znajduje się urząd Poczty Polskiej - Stargard 9, Zespół Szkolno-Przedszkolny Nr 1 Szkoła Podstawowa nr 6, kościół Kościół Przemienienia Pańskiego. W pobliżu osiedla zlokalizowany jest węzeł Stargard – Centrum (poprzednia nomenklatura: Os. Pyrzyckie) w ciągu drogi ekspresowej S10. W 2006 na terenie osiedla otwarto zespół nowoczesnych boisk koszykówki z nawierzchnią z kostki betonowej, piłki nożnej ze sztuczna nawierzchnią, mini skatepark z urządzeniami do jazdy, boisko do siatkówki oraz tenisa ziemnego. Na terenie osiedla zlokalizowany jest również kompleks krytych kortów do tenisa oraz boiska do piłki nożnej.
W maju 2022 lokatorzy bloku nr 8 znajdującego się na rogu ul. Armii Krajowej i Twardowskiego zostali ewakuowani z powodu popękania ścian budynku oraz ugiętych stropów.

## Ulice
Ważniejsze ulice:
- Broniewskiego
- Lechonia
- Niepodległości
- Armii Krajowej
- Wierzyńskiego
- Powstańców Warszawy
- Modra
- Poetów
- Baczyńskiego
- Norwida
- Gombrowicza
- Herberta
- Rotmistrza Witolda Pileckiego
- Staffa
- Iwaszkiewicza
- Gałczyńskiego
- Brzechwy
- Bohaterów Getta Warszawskiego
- Miła
- Hubala